# ملحانية عصوية
الملحانية العصوية (الاسم العلمي: Halobacteria) هي طائفة من العتائق تتبع شعبة العتائق العريضة.

## رتب
- ملحائيات عصوية